# Eurytoma semicircula
Eurytoma semicircula är en stekelart som beskrevs av Bugbee 1967. Eurytoma semicircula ingår i släktet Eurytoma och familjen kragglanssteklar. Inga underarter finns listade i Catalogue of Life.